# Cassandra Nova
Cassandra Nova Xavier é uma super-vilã que aparece em quadrinhos americanos publicados pela Marvel Comics, mais comumente em associação com os X-Men. Criada pelo escritor Grant Morrison e pelo artista Frank Quitely, Cassandra apareceu pela primeira vez em New X-Men #144 (julho de 2001). Cassandra é um Mummudrai, uma forma de vida parasita nascida sem corpo no plano astral.
Cassandra é a irmã gêmea do fundador dos X-Men, o telepático Charles Xavier. Enquanto no útero juntos, Charles "reconheceu sua presença maligna e matou" Cassandra, resultando em seu nascimento morto. O mummudrai que se tornou Cassandra se envolveu telepáticamente com Xavier, concedendo a Cassandra alguns poderes psíquicos, incluindo a capacidade de sair do útero e criar um corpo, com o qual ela buscou vingança de Xavier.
Cassandra é a sombra ideológica escura de Xavier, decidida à destruição e ao Genocidio. É mais infame por comandar um exército de Sentinelas para massacrar 16 milhões de mutantes dentro da terra natal de Genosha. Em 2009, Cassandra Nova foi classificada como a 50a maior vilã de quadrinhos de todos os tempos da IGN, sendo a única vilã do século 21 a fazer a lista.
Nova apareceu no filme Deadpool & Wolverine (2024), interpretada por Emma Corrin.

## Biografia de personagens fictícios
Cassandra Nova começou a vida ao mesmo tempo que Charles Xavier. Concebida sem um corpo, Cassandra improvisou um copiando o DNA de Xavier para fazer seu próprio corpo, tornando-se efetivamente sua irmã gêmea. Ela cresceu com seu irmão até que tinha mãos e olhos totalmente formados, quando decidiu tentar matar Charles tentando estrangular-o com seu próprio cordão umbilical. Charles se defendeu ao bater nela com uma explosão psíquica, o que causou que sua mãe tivesse um aborto espontâneo, resultando em seu corpo físico nascer morto. Apesar disso, a criatura sobreviveu como matéria celular caótica que se agarrou a uma parede de esgoto por décadas, reconstruindo sua forma física e aperfeiçoando seu esforço para imitar traços humanos. Durante esse tempo, ela ficou convencida de que o útero em que lutou contra Charles e o universo que agora habitava eram um e o mesmo, um universo em que apenas ela e Charles eram reais, e que seu propósito era destruir todas as ilusões que Charles amava: seu sonho, seus X-Men e sua amada Lilandra.
Jean Grey descobriu mais tarde que Cassandra Nova é um mummudrai (de uma lenda Shi'ar, que significa 'oposto') de Charles Xavier. "A lenda diz que cada um de nós enfrenta seu próprio mummudrai pessoal no útero, pouco antes do nascimento - é a nossa primeira experiência do alienígena, o outro, o diferente". Na realidade, os mummudrai são uma espécie parasitária nascida sem corpo no plano astral, e foi apenas através de se envolver com a mente telepática em desenvolvimento de Charles Xavier que Cassandra Nova criou um corpo para si mesma.

### Genocidio
Depois de conseguir se reconstruir, Cassandra voltou com uma vingança. Ela convenceu o último parente vivo de Bolívar Trask, Donald Trask III, a ativar um par de Sentinelas selvagens enormes e enviá-los para destruir a terra natal de Genosha, matando 16 milhões de mutante. Cassandra duplicou o DNA do Trask para que também pudesse emitir ordens aos Sentinelas, programados para obedecer apenas aos que têm o DNA de um Trask. Cassandra infectou seu próprio corpo com milhões de nanosentinels assim como ela foi capturada por Ciclopes e Wolverine.
Cassandra foi levada para a X-Mansion, onde se libertou e derrotou a maioria dos X-Men facilmente. Cassandra então se colocou na máquina de Xavier Cerebra (uma versão aprimorada de Cérebro) e mudou de ideias com seu irmão antes que Emma Frost quebrasse o pescoço de Cassandra (Emma havia estado em Genosha ensinando durante o ataque e testemunhou seus alunos massacrados). Encerrado no corpo quebrado de Cassandra, Xavier não conseguiu alertar os X-Men antes de Cassandra, agora no corpo de Xavier, atirá nele,

### Imperial
Agora no corpo de Xavier, Cassandra forçou mentalmente o estudante do Instituto Xavier, Beak, a bater o Beast em coma depois de descobrir que Xavier e Cassandra compartilhavam o mesmo ADN. Cassandra Nova então contatou os xiitas, cujo líder era Majestrix Lilandra, amante de Xavier. Cassandra manipulou o Império Shi'ar, fazendo Lilandra louca e usando-a para fazer com que a frota imperial Shi'ar destruísse o império. Cassandra também mandou Lilandra enviar a Guarda Imperial Shi'ar para acabar com a população mutante da Terra, começando com os X-Men. A Guarda lutou contra os X-Men até que eles puderam mostrar a verdade à Guarda Imperial.
Furioso com a traição de Cassandra e percebendo o perigo que ela representava, a Guarda Imperial lutou contra Cassandra, que os derrotou e dirigiu-se para a mansão. Ela planejava usar o Cerebra para eliminar todos os mutantes. No entanto, Jean Grey (que estava se tornando cada vez mais poderoso devido a uma manifestação da entidade Phoenix) foi capaz de dividir a consciência de Xavier em pedaços e armazenar uma pequena parte dele em cada mente mutante viva. Quando Cassandra usou Cerebra e se concentrou em todos os mutantes, os pedaços da mente de Xavier foram trazidos de volta juntos; ao mesmo tempo, Jean Grey atacou telepáticamente, derrotando com sucesso Cassandra e forçando-a a sair do corpo de Xavier
Sem um corpo, Cassandra tornou-se pura energia psíquica, sem corpo e cega. Emma Frost enganou Cassandra para que voltasse ao que parecia ser seu velho corpo, que na realidade era o polimórfico alienígena "Stuff". A essência de Cassandra entrou no corpo e foi bloqueada em um programa auto-repetido no cérebro sintético.

### Fogo do inferno
Cassandra parecia ter retornado em sua forma original no arco de história "Danger" de Astonishing X-Men, ao lado de Sebastian Shaw do Hellfire Club. No entanto, revela-se que ela é apenas uma ilusão criada por Emma Frost que está agindo sugestões pós-hipnóticas implantadas durante a aparição anterior de Cassandra Nova.
Esta infiltração ocorreu quando Emma enganou Cassandra para entrar no que parecia ser seu corpo original: Cassandra conseguiu plantar uma semente de sua consciência no cérebro de Emma. Ela então aproveitou a culpa de sobrevivente de Emma por não perecer durante o massacre de Genosha e também sua culpa geral sobre sua vida passada como a vilã Rainha Branca no Hellfire Club.
Nova implantou sugestões que exploraram a culpa de Frost em sobreviver à destruição de Genosha em New X-Men # 115, e Emma convenceu-se de que sua sobrevivência era devido a Cassandra Nova catalisando a mutação secundária de Frost. Em troca, Emma deveria ajudar Nova como parte de um esquema para se infiltrar nos X-Men como um agente adormecido, com Nova tendo apagado a memória de seu encontro na época.
A influência de Cassandra resultou em Emma criando manifestações de Cassandra em sua forma humana, Sebastian Shaw, o eu mais jovem de Emma como a Rainha Branca (que se chamava "Perfeição"), e Negasonic Teenage Warhead, uma ex-aluna de Emma que foi morta em Genosha.
Emma e essas manifestações então passaram a atacar os X-Men; Beast foi reduzido a um animal selvagem, Wolverine regressou à sua identidade passada James Howlett como uma criança tímida, Kitty Pryde perdeu o controle de sua capacidade de fase, e Cíclope perdeu o uso de seus poderes e foi tornado catatônico.
Enquanto isso, Emma/Cassandra submetia Kitty a uma visão distópica cruel que a enganou a usar seus poderes de fase para abrir a câmara de confinamento onde Cassandra, presa na forma de Stuff, havia sido presa.
Os planos de Cassandra foram frustrados por um ciclope revivido e outros estudantes do Instituto Xavier (incluindo Blindfold e Hisako Ichiki). Cyclops revelou que, enquanto "Cassandra" havia influenciado Emma a recrutar Kitty para libertá-la do contêiner, Emma havia subconscientemente recrutado Kitty para a equipe para matá-la na esperança de que isso frustraria os planos de Cassandra.
Cassandra então tentou fazer a Emma transferir a sua mente para Hisako. Enquanto Cassandra tentava manipular Emma no plano astral, Scott falava com Emma no mundo físico, tentando convencê-la a devolver a mente de Cassandra às coisas. A única resposta de Emma foi dizer "Vai para o inferno", embora não esteja claro se ela estava falando com Scott ou Cassandra. Nunca foi revelado se a posse de Cassandra de Hisako foi bem sucedida ou se Emma voltou sua mente para a sua prisão.

### Agenda de Extinção Mutante
Depois que Jean Grey volta à vida e começa a estabelecer uma "nação" oficial mutante, ela é secretamente observada por Cassandra Nova, que na verdade escapou das garras dos X-Men usando seus poderes psíquicos para saltar de hospedeiro para hospedeiro, e em algum momento ela tomou posse do embaixador do Reino Unido nas Nações Unidas. Quando Jean enfrentou as Nações Unidas, ela, sem saber, interrompeu os planos finamente elaborados de Cassandra, e agora Cassandra promete derrubar os esforços de Jean. Ela também criou uma tecnologia sentinela microscópica que ela usou para controlar os governos implantando-a no cérebro de vários seres humanos. Estes humanos infectados tornaram-se máquinas que odiam mutantes sem autocontrole e estavam prontos para derrubar qualquer mutante que os olhasse. E enquanto a equipa vermelha dos X-Men, ainda inconsciente da ameaça da Cassandra Nova, conseguiu encontrar uma maneira de desligar esta tecnologia sentinela, a ideia de encontrar cada pessoa infectada era esmagadora. No outro lado do globo, os governos controlados pela Nova ameaçam a morte de todos os mutantes. O exército polonês quase conseguiu, mas a equipe vermelha interveio antes que as coisas se ensanguentem graças aos poderes telepáticos de Jean e à intervenção de Namor. Cassandra Nova também havia recrutado um Forge não-disponível para sua causa e revela que seu ódio mutante é motivado por sua morte próxima nas mãos de seu irmão, Charles Xavier (que ela realmente tinha tentado matá-lo primeiro não se registra com ela). Mais tarde, ela se revela a Jean Grey enquanto este último usava Searebro (a unidade Cerebro submarina) para assistir à onda de ódio anti-mutante que se enche no mundo e, simultaneamente, envia também um Jamie Carlson, também conhecido como Teen Abomination, para destruir Atlantis. Com a ajuda dOs Vingadores e do resto dos atlantes, os X-Men de Jean Grey e seus aliados usam capacetes de Magneto produzidos em massa para salvar as vítimas de Cassandra. Durante o confronto com Cassandra Nova, Nightcrawler teleporta Gabby atrás da cabeça de Cassandra para desligar o poder dela, permitindo que Jean tenha sucesso em abrir a psique de Nova para que ela possa sentir toda a dor e sofrimento que causou e experimentar empatia pela primeira vez em sua existência, terminando assim seu terror.

### Cracóia/Marauders
Ela foi eventualmente transferida para a nação de Krakoa, onde vive numa secção oculta que até a própria ilha esqueceu. O Capitão Pryde encontrou secretamente Cassandra, o que informou Kate que ela vai precisar de Cassandra em sua equipa, pois Cassandra tem algumas informações cruciais que ela e os outros Marauders precisarão agir. De fato, quando Pryde, Bishop, Psylocke, Aurora, Tempo, Daken, Somnus e Nova viajam 2 bilhões de anos para o passado em uma tentativa de salvar a antiga civilização mutante de Threshold da destruição, o plano dos Marauders para salvar o passado imediatamente correu mal quando eles se encontraram com os vilões gêmeos Sublime e Arkea e seu exército de "Desrespeitos". A equipe foi salva várias vezes através do poder de Cassandra Nova, para grande pesar de todos. Na batalha final contra Arkea e Sublime, Cassandra Nova convidou as duas bactérias sensíveis a se unirem ao seu corpo como hospedeira, apenas para usar sua incrível telepatia para matar os trilhões de hospedeiros que todos tinham se conectado a ela, terminando a batalha dos Marauders contra Sublime e Arkea. No entanto, depois de ser salvo por Nova, Cassandra foi atingida por um ataque psíquico de Somnus. Afinal, Kate Pryde, Somnus e Emma Frost planearam esta traição da Nova desde o início, usando o talento psíquico considerável de Frost para instalar uma caixa de cristal impenetrável na mente de Pryde que impediu Nova e o resto da equipe de descobrir o seu plano. Emma Frost e Kate foram dois dos mutantes mais impactados pelo horrível ataque de Cassandra Nova a Genosha, com todos os jovens alunos de Frost morrendo em seus braços e o pai humano de Pryde sendo morto também. E como a Pryde sabia que quase certamente não teriam sucesso no passado sem a ajuda de Cassandra, ela planejou usá-la enquanto ela era necessária e depois tirá-la. Mantida viva, mas imóvel e presa nas "células zero" do limiar, Cassandra é deixada varada 2 bilhões de anos no passado, com um evento de extinção em massa no horizonte.

## Trilhas alternativas
Quando uma encarnação da Irmandade dos Mutantes, liderada pelo ex-Êxodo Acolítico, tentou atacar o instituto, a enfermeira Annie Ghazikhanian decidiu deixar a mansão, juntamente com seu filho Carter, pois sentiu que o lugar não era mais seguro. Quando eles saem, a projeção astral de uma pessoa indeterminada é mostrada ao lado do rosto de Carter. A Annie parece ignorar esta projeção. O diálogo e a expressão de Carter neste momento sugerem que ele está sob o controle deste indivíduo. A projeção foi revelada mais tarde por Chuck Austen como o retorno pretendido de Cassandra Nova, mas à sua partida dos livros, a história foi abandonada.[carece de fontes?]
Em uma entrevista, o escritor da Marvel, Mike Carey, declarou que uma das histórias mais estranhas que ele considerou envolvia Cassandra Nova e outro mummudrai. Um segundo mummudrai chegaria do espaço e impregnaria Nova, criando uma camada de "jovens mummudrai gestando nas mentes dos X-Men". De acordo com Carey, o enredo "... teria sido divertido de fazer, mas Joss Whedon chegou a Cassandra antes que eu".

## Poderes e habilidades
Os mummudrai são normalmente forçados a lutar com a mente do seu hospedeiro sobre um corpo. No entanto, dado o vasto potencial no genoma de Xavier, juntamente com o DNA manipuladores aspectos de um Mummudrai / Revenant, Cassandra Nova foi capaz de construir seu próprio corpo a partir do zero, imitando os traços humanos o melhor que ela pode. Cassandra Nova é capaz de acessar o espectro completo de funções de mutantes latentes no genoma de Xavier (ela aparentemente tem os poderes de Charles Xavier, os que ele poderia ter e os que ele pode receber como resultado de mutação latente), concedendo-se vastos poderes psiônicos. Estes poderes incluem telepatia, telecinese e capacidade de fase biológica. Ela foi capaz de bloquear as consideraveis habilidades telepáticas de Charles Xavier, criar armadura psiônica, desintegrar o tecido completo do braço de Wolverine e tornar seu corpo completamente intangível em uma medida que até mesmo lhe permitiu resistir a uma explosão direta de Ciclopes. Ela também possui todos os poderes do mummudrai "médio", que são a manipulação astral, posse mental e alternação genética. Suas capacidades telepáticas são tão avançadas que ela foi capaz de esconder sua posse do corpo de Charles Xavier por um tempo, apesar de interagir diretamente com consideráveis telepatas como Jean Grey, Emma Frost e os Stepford Cuckoos ao mesmo tempo. Cassandra também pode manipular o DNA que copiou para agir como um fator de cura rápida ou para imitar a voz e o DNA de outros.
Primeiro usando sua capacidade de copiar o DNA, ela imita Donald Trask III (um parente de Bolívar Trask) para que ela possa mandar a voz dos Sentinelas (que obedecem à linhagem da família Trask) a atacar Genosha.

## Recepção
- Em 2017, o WhatCulture classificou Cassandra Nova em 2o lugar em sua lista de "10 mais maus vilões dos X-Men".[28]

## Outras versões

### Here Comes Tomorrow
No desenrolar do futuro delineado em "Here Comes Tomorrow", a reabilitação de Cassandra foi um triunfo retumbante. Abraçando plenamente a visão e o legado do Professor Xavier, ela ascendeu ao cargo de diretora do Instituto Xavier. Adotando o sobrenome Xavier em sua identidade, Cassandra tornou-se conhecida como Cassandra Nova Xavier. Em uma equipe formidável composta por Wolverine, os três remanescentes Stepford Cuckoos (renomeadas como Three-in-One), o neto de Beak Tito Jr., E.V.A. e No-Girl (Martha Johansson), Cassandra se uniu aos X-Men na batalha contra Sublime e seus exércitos de Crawlers, liderados por Apollyon. No auge de seu confronto, Cassandra sacrificou-se libertando a Fênix para proteger os X-Men, sendo destruída por Sublime em consequência desse ato heroico.
No entanto, essa linha do tempo divergiu da Terra-616 quando Jean Grey chegou e forçou psiquicamente Cíclope a aceitar a oferta de Emma de dirigir o Instituto Xavier juntos. Na linha do tempo 616, Cassandra lembrou-se da sua identidade original.[carece de fontes?]

### X-Men: The End
Cassandra Nova é um fator proeminente no futuro representado em X-Men: The End como esta versão do Fênix. Nesta linha do tempo, ela continua sendo um vilão, responsável principalmente pelos ataques xiitas aos X-Men, que ela tinha manipulado na esperança de ganhar controle de Jean Grey e da Força Fênix. A sua esperança era se ligar ao Fênix e assim ser capaz de destruir toda a existência. Embora ela tenha sido bem sucedida, Jean e Psylocke são capazes de subjugar Cassandra. Jean diz a Cassandra que vão transcender a realidade. Jean usa sua conexão com a Fênix para reunir uma série de X-Men (todos mortos e vivos) para que todos possam se tornar um com o universo enquanto trazem os outros de volta à Terra. Xavier e Cassandra admitem que têm medo um do outro, e Jean diz-lhes que isso faz parte do ser humano. Então, ela e os X-Men ressuscitados formam uma Fênix gigante e tornam-se parte do próprio universo.

### The Great White Owl
Na Terra-TRN342, Cassandra Nova sobreviveu de alguma forma por quatro mil anos e quase conquistou o mundo como o "Great White Owl" depois que ela desencadeou a Grande Corrupção e deixou cair inteiramente o véu que separava a Realidade Principal com a realidade dos Revenants, mais conhecidos como o Mummundrai.
À medida que os Revenants foram lançados na Terra, Cassandra se torna sua Rainha e logo a presença de Bishop nesta realidade veio à atenção de Cassandra. Bishop foi lançado nesta futura Terra depois de falhar em sua tentativa de matar Hope Summers e logo se tornou um Caçador Revenant, até mesmo adotando uma menina chamada Amber. Enquanto estavam numa missão de rastrear um Bull Revenant chamado Demônio Urso por dois meses, Bishop e Amber encontraram-no nas florestas fora de um assentamento humano. Pouco perceberam que o Urso Demônio era parte de uma armadilha posta pela própria Grande Búfa Branca. O urso e o búho atacaram, e Bishop os manteve longe o suficiente para que Amber fugisse para a segurança, mas acabou sendo possuído por ambos os Revenants por seu heroísmo. A Rainha Revenant pretendia usar Bishop como um navio, pois queria viajar no tempo para desencadear a Grande Corrupção vários milhares de anos antes que aconteceu originalmente.
Re-materializando-se no presente fora da Estação da União em Los Angeles, Califórnia, a Rainha Búfalo direcionou o corpo de Bishop para encontrar um sábio digno para sacrificar pelos rituais da Corrupção. Ela concentrou-se em um novo mutante chamado Ginny Guzman, mas a rapariga já estava a ser combatida por Spiral e uma equipa da Escola Jean Grey. A Rainha Revenant permitiu que o Urso Demônio corria sobre os defensores da menina até que ela se aproximasse o suficiente para projetar a sua própria psique corrupta na criança. Ela deixou para trás um Bishop e um Demônio Urso muito trêmulado e confuso, que foram esfregados por Puck.
Finalmente, Cassandra tomou posse do corpo de Ginny e matou outro novo psíquico mutante para começar a Grande Corrupção. Como os Revenants começaram a ser desencadeados por centenas em Los Angeles, Bishop e seus aliados atacaram a Rainha Búfalo em sua base no Observatório Griffin e, através de uma complicada sequência de eventos, prenderam Cassandra no corpo humanizado da contraparte Revenant de Psylocke, e depois a sacrificaram em um ritual que revertiu a Grande Corrupção antes que ela caísse completamente o véu para o submundo.

### X-Men '92
Durante as Guerras secretas, o domínio de Battleworld de Westchester continha uma versão de Cassandra que dirigia o Instituto Clear Mountain, cujo objetivo era condicionar mutantes antigamente maus em pessoas dóceis e não violentas. Quando os X-Men vieram investigar, as forças de Cassandra os capturaram, e ela os expôs ao mesmo tratamento, procurando transformá-los em modelos "puros" e perfeitos para as crianças de Westchester.
Eventualmente, foi revelado que esta versão de Cassandra é na verdade um clone feminino de Charles Xavier, criado pelo Apocalipse, e depois possuído pelo Rei das Sombras. Charles, trabalhando em conjunto com Psylocke e Cable, é capaz de remover o Rei das Sombras de Cassandra e destruí-lo, com Cassandra fazendo sua fuga, e mais tarde encontrando Joseph.

## Possível ligação com Ernst
Foi sugerido na corrida de Morrison que Cassandra Nova assumiu a forma de Ernst uma vez que foi colocada dentro do corpo de Stuff como parte de sua reprogramagem. Na parte final do Planeta X, Xorn-as-Magneto ameaça um desafiador Ernst e diz-lhe que ele suspeitou que havia mais em ela do que parecia. A sugestão final foi em Here Comes Tomorrow, onde ela diz a Martha Johansson, que Ernst era sempre visto em torno, que "obviamente você ainda pode me chamar Ernst".
Escritores posteriores tentaram contradizer isso, sob presunto edital. Em Chuck Austen's New X-Men, Cyclops e Beast investigam a unidade de contenção de Cassandra após a destruição da mansão, apenas para nunca encontrá-la (e parecem não se importar quando não); isso parece sugerir que ela não era Ernst ou eles não sabiam que ela era Ernst (Xorn, o próprio professor de Ernst, não sabia, mas suspeitava que Ernst era mais do que ela parecia). No terceiro arco de Joss Whedon de Astonishing X-Men, uma projeção psíquica de Cassandra Nova procura a forma gelatinosa e verde de Stuff, trancada dentro de uma caixa metálica. O enredo de Whedon aparentemente contradiz o arco de duas partes de Austen.

## Em outros meios
- O jogo Marvel Snap tem Cassandra Nova entre as personagens com cartas jogáveis.[45]
- Cassandra Nova é personagem jogável em Marvel Future Fight.[46]
- Cassandra Nova foi uma das antagonistas de Deadpool & Wolverine (2024), onde foi interpretado por Emma Corrin.[47]